# Sinoti To'omaga
Pas d'image ? Cliquez ici

a Compétitions nationales et continentales officielles uniquement.

b Matchs officiels uniquement.
Dernière mise à jour le 7 septembre 2021.
Sinoti To'omaga (dit Sinoti Sinoti) est un joueur de rugby à XV et à sept néo-zélandais mais international samoan, né le 9 septembre 1985 à Wellington (Nouvelle-Zélande), qui évolue au poste d'ailier au sein de l'effectif des Newcastle Falcons en Aviva Premiership depuis 2013. Il mesure (1,75 m pour 100 kg).

## Biographie
Il est le petit cousin de Jerry Collins, son coéquipier en club lors de la saison 2008-09.
Il a joué pour le Wellington Rugby Football Union de 2002 à 2008, notamment pour les Wellington Colts de 2004 à 2006, la Wellington B et l'équipe de rugby à sept de Wellington en 2007-2008.
Lors de la Jubilee Cup 2008 il inscrit 17 essais pour les Norther United Bulldogs ce qui lui vaut d'obtenir le prix de joueur de l'année du Wellington Rugby Football Union.
Après être passé à côté de l'opportunité de jouer pour les Wellington Lions en championnat des provinces NPC, il rejoint le Rugby club toulonnais en 2008 comme joker médical et s'impose en tant que titulaire indiscutable dans le courant de la saison 2008-09 en inscrivant deux essais lors du match Rugby club toulonnais-Stade montois (38-22)titulaire en 11 lors de tous les matchs qui suivent il marque l'essai de la gagne à Dax (12-22)qui assure le maintien du RCT en top 14. Peu utilisé lors de la saison 2009-2010 (il se fait virer à la suite de ses écarts de conduite en dehors du terrain), il rejoint le Castres olympique en tant que joker médical de Thomas Bouquié. Non conservé dans l'effectif tarnais à l'été 2010, il rejoint la toute nouvelle franchise italienne des Aironi, engagée dans la Ligue celte (Celtic League), puis rejoint les Zèbres de Parme avant de retourner jouer l'ITM Cup avec Wellington en 2013. Dans la foulée, il signe un contrat de 2 ans en Premiership avec l'équipe anglaise des Newcastle Falcons.
En novembre 2020, après sept saisons avec Newcastle, il décide de quitter le club pour des raisons personnelles. Parti vivre en Australie, il continue à jouer au niveau amateur en 2021 avec le Moorabbin Rugby Club (en), disputant le Dewar Shield. 

## Palmarès
- 9 sélections avec les Samoa
- 0 point